# Kit Fine
Kit Fine (* 26. März 1946) ist ein britischer Professor der Mathematik und der Philosophie an der New York University, zuvor war er Professor an der UCLA. Als Autor einiger Bücher und vieler Artikel in internationalen Zeitschriften hat er aktiv zum Bereich der philosophischen Logik, der Metaphysik und der Sprachphilosophie beigetragen. Er hat auch über die Philosophie der Antike geschrieben, insbesondere zu Aristoteles’ Logik und Theorie der Modalität. 

## Leben
Er machte seinen Ph.D. 1969 an der University of Warwick unter der Betreuung von Arthur Norman Prior. Er ist ein früherer Herausgeber vom Journal of Symbolic Logic und seit 2005 korrespondierendes Mitglied der British Academy. 2006 wurde er in die American Academy of Arts and Sciences gewählt. 2013 ist er Gödel-Lecturer. Ab 2013 fördert die Alexander von Humboldt-Stiftung mit einem Anneliese-Maier-Forschungspreis (Dotierung: 250.000 Euro) eine Zusammenarbeit mit dem Philosophischen Seminar der Universität Hamburg.
Seit 2018 ist Fine Gastdozent an der Università della Svizzera italiana.

## Werke
- Semantic Relationism, 2007, ISBN 978-1-4051-0844-7
- Modality and Tense: Philosophical Papers, 2005, ISBN 0-19-927871-7
- The Limits of Abstraction, 2002, ISBN 0-19-924618-1
- Reasoning With Arbitrary Objects, 1986, ISBN 0-631-13844-7
- Worlds, Times, and Selves (gemeinsam mit Arthur Norman Prior), 1977, ISBN 0-87023-227-4